# Публий Корнелий
Публий Корнелий (на латински: Publius Cornelius) e политик на Римската република. Произлиза от фамилията Корнелии.
Публий е консулски военен трибун през 389 пр.н.е. и 385 пр.н.е.